# KBC Group
Die KBC Group NV ist ein international tätiges Finanzunternehmen aus Belgien, das an der Börse in Brüssel im Aktienindex BEL20 gelistet ist.
Die Bank konzentriert sich auf Privatkunden und kleine sowie mittlere Unternehmen. Neben dem Bankengeschäft werden Versicherungen und Investments angeboten (in Verbund mit den Unternehmen KBC Insurance NV und KBC Asset Management NV). KBC Asset Management ist ein Unternehmen für Vermögensverwaltung.
Etwa 41.000 Mitarbeiter sind in dem Unternehmen beschäftigt, das rund 13 Millionen Kunden in 1.166 Filialen betreut.

## Geschichte
Die KBC Group entstand im Jahr 1998 aus dem Zusammenschluss der drei belgischen Unternehmen Kredietbank, ABB Verzekeringen (ABB Versicherungen) und CERA Bank.

## Unternehmensstruktur und Hauptbereiche
KBC Group NV ist die Muttergesellschaft der Unternehmen:
- KBC Bank NV & KBC Insurance NV in Belgien
- ČSOB Group & ČSOB Pojišt’ovna in Tschechien
- ČSOB and ČSOB Poist’ovňa in der Slowakei
- K&H Bank and K&H Insurance in Ungarn
- CIBANK and DZI Insurance in Bulgarien
- KBC Bank Ireland plc in Irland

Am 10. Oktober 2011 wurde bekannt, dass die belgische KBC Group ihre Sparte KBL European Private Bankers für 1,05 Milliarden Euro an eine luxemburgische Holding namens Precision Capital verkauft, hinter der ein nicht genannter Investor aus Katar steht. Zur KBL-Gruppe gehören unter anderem auch die französische Richelieu Banque Privee, Brown Shipley & Co in Großbritannien und Theodoor Gilissen Bankiers in den Niederlanden.
Alle anderen Unternehmen sind wiederum direkte oder indirekte Tochterunternehmen dieser vier Unternehmen.